# Gegants de Granollers
Gegants de Granollers és una entitat de cultura popular i tradicional catalana de la capital vallesana, que consta de dues parelles de gegants. Els gegants vells, en Cosme i la Damiana; i els gegants grossos, l'Esteve i la Plàcida.

## Els gegants vells: en Cosme i la Damiana
El 14 de març del 1963 , el ple municipal de l'Ajuntament decideix acceptar la compra de la parella de gegants de la Casa Closa de Sabadel. La parella de gegants, encara coneguts com a gegant i geganta, varen participar a les Fires i Festes de l'Ascensió d'aquell mateix anny i del següent. Acabades les Fires i Festes, aquestes figures es van perdre. No fou fins a l'any 1981, que amb l'arribada de la democràcia i, per tant, amb el renaixement del catalanisme, es van recuperar les figures. La companyia dels comediants va ser l'encarregada de dur-la a terme.